# توازن ناش

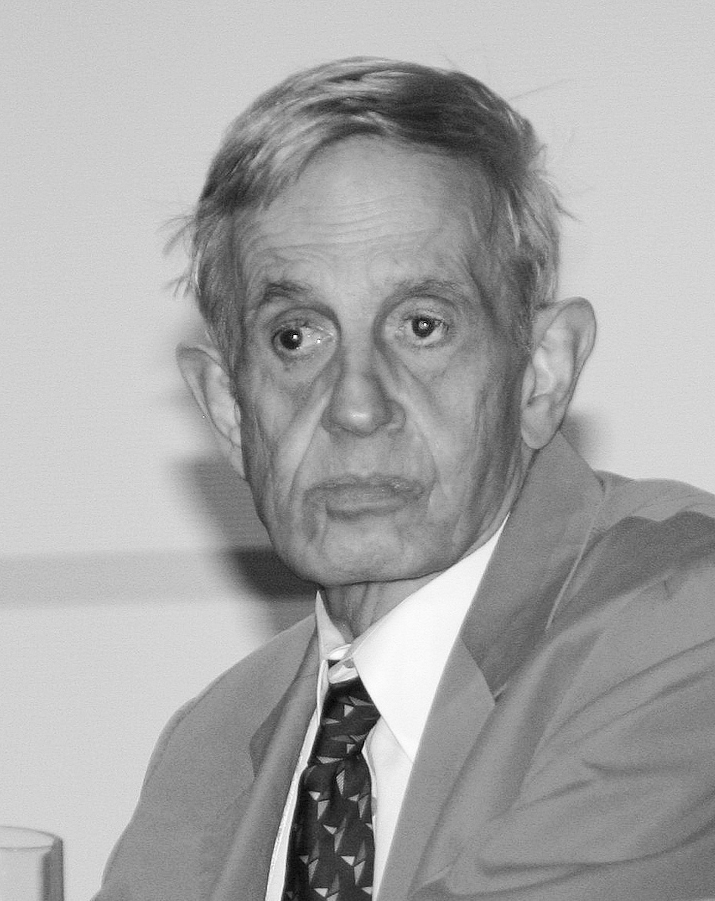

ضمن نظرية الألعاب، تصل لعبة ما غير تعاونية إلى توازن ناش (نسبة إلى جون فوربس ناش) إن لم يستطع أي من اللاعبين أن يستفيد شيئاً بتغيير استراتيجيته التي يلعب بها بشكل منفرد في حين يحافظ بقية اللاعبين على نفس استراتيجياتهم. بكلمات أخرى، توازن ناش يحدث بين مجموعة من الاستراتيجيات كل واحدة منها هي الرد الأمثل على البقية.
مثال، إذا اختار اللاعبان أليس وبوب استراتيجية "أ" و "ب" على التوالي. إذا، تمثل الاستراتيجيات (أ و ب) توازن ناش إذا لم تكن لدى أليس استراتيجية أخرى غير "أ" لتحقيق ربح أكبر من بوب في حال اختار الاستراتيجية "ب". ينطبق الشيء نفسه من وجهة نظر بوب.
أظهر ناش أن هناك توازن ناش، ربما باستخدام استراتيجيات مختلطة، في كل لعبة محدودة.

## تطبيقات
يستخدم واضعو نظريات اللعبة توازن ناش لتحليل النتائج في التفاعلات الاستراتيجية بين صانعي القرار. في هذه التفاعلات، يعتمد قرار كل صانع قرار على القرارات المتخذة من قبل الآخرين بالإضافة إلى قراراتهم الخاصة أيضًا.
الحَصافة البسيطة التى تقف وراء فكرة ناش هو أنه لا يمكن التنبؤ بخيارات متخذي القرار المتعددين إذا تم تحليل تلك القرارات بشكل منفصل.